# Teugn
Teugn er en kommune i Landkreis Kelheim i Regierungsbezirk Niederbayern i den tyske delstat Bayern. Den er en del af Verwaltungsgemeinschaft Saal an der Donau.

## Geografi
Teugn ligger i Region Regensburg.

## Historie
I år 1002 skænkede Henrik 2. den Hellige sine besidelser i Teugn biskopkirken i Brixen i norditalien, som var grudherre indtil 1803. Den blev så en del af kurfyrstedømmet Bayern. Den nuværende kommune blev dannet 1818.
Slaget ved Teugn-Hausen (en:Battle of Teugen-Hausen) 19. april 1809 under 5. Koalitionskrig under Napoleonskrigene, mellem østrigske og franske tropper, forgik i bakkerne i den sydlige del af kommunen.